# 立石敬之
立石 敬之（たていし たかゆき、1969年7月8日 - ）は福岡県北九州市出身のサッカー指導者、元サッカー選手。現役時代のポジションはミッドフィールダー。

## 経歴
学生時代は、響南中学校で全国3位、国見高校で総体準優勝、1987年度の選手権では、同期のFW二宮浩及び一学年下のMF永井秀樹と共にチームの軸となり決勝戦の無失点勝利に貢献して優勝を果たすなど活躍。創価大学に進むとブラジルやアルゼンチンへの留学で経験を積んだ。
大学卒業後はブラジルのECノロエスチでプレーし、後にベルマーレ平塚、東京ガス（後のFC東京）、大分トリニータと旧JFLでプレー。東京ガスでは岡島清延とドイスボランチを形成し活躍。大分では現役引退後もコーチや強化部長などを歴任、トップ強化とユース育成を同時進行で進める。
2005年度に日本サッカー協会A級ライセンスを取得。2006年には、2002年にパルマACでのコーチ研修で知り合ったマッシモ・フィッカデンティ監督に請われてイタリアへ渡り、エラス・ヴェローナでコーチを経験。帰国後S級ライセンスを取得。
2007年からはFC東京強化部に所属し、強化部長代理を経て、2011年に鈴木徳彦の後任として強化部長に就任した。2015年からは同クラブのGMとして普及・育成・強化の各分門を束ねて、DMMが買収したベルギー1部リーグのシント・トロイデンのCEOに就任した。
今は、STVVのCEOを務めており、香川真司獲得に尽力した。

## エピソード
- 現役引退後、大分で現場指導に携わるようになり、立石自身も指導者として活動し続けるつもりだったが、溝畑宏代表取締役（当時）に付いて東京で営業及び認知活動をする中で職務の比重が変わっていき、フロントに入ることになった[8]。
- 2010年夏の長友佑都の海外移籍において、立石は移籍戦略の立案を担った[9]。Jリーグクラブ（FC東京）単体ではなく、海外にあるクラブ（ACチェゼーナ）と「共に売る」目的で[9]買取オプション付きでの期限付き移籍という形態を採り、結果的にFC東京は移籍金200万ユーロを得る[9]。当時はJリーガーの海外クラブへの「ゼロ円移籍」が続出しており[10][11]、立石の移籍戦略は一つのヒントを示したという見方をされた[9]。
- 選手は色々な監督に出会い異なるスタイルを落とし込むことで力を育むため、1人の監督に長期政権を必ずしも委ねる必要は無いというのが持論[12]。

## 所属クラブ
- 1982年-1984年 北九州市立響南中学校（現：北九州市立若松中学校）
- 1985年-1987年 長崎県立国見高等学校
- 1988年-1991年 創価大学
- 1992年 ECノロエスチ (Esporte Clube Noroeste)
- 1993年  ベルマーレ平塚
- 1994年-1996年  東京ガスサッカー部
- 1997年-1999年  大分FC / 大分トリニータ

## 個人成績
| 国内大会個人成績 | 国内大会個人成績 | 国内大会個人成績 | 国内大会個人成績 | 国内大会個人成績             | 国内大会個人成績 | 国内大会個人成績 | 国内大会個人成績  | 国内大会個人成績 | 国内大会個人成績 | 国内大会個人成績 | 国内大会個人成績 |
| 年度             | クラブ           | 背番号           | リーグ           | リーグ戦                     | リーグ戦         | リーグ杯         | リーグ杯          | オープン杯       | オープン杯       | 期間通算         | 期間通算         |
| 年度             | クラブ           | 背番号           | リーグ           | 出場                         | 得点             | 出場             | 得点              | 出場             | 得点             | 出場             | 得点             |
| 日本             | 日本             | 日本             | 日本             | リーグ戦                     | リーグ戦         | リーグ杯         | リーグ杯          | 天皇杯           | 天皇杯           | 期間通算         | 期間通算         |
| ---------------- | ---------------- | ---------------- | ---------------- | ---------------------------- | ---------------- | ---------------- | ----------------- | ---------------- | ---------------- | ---------------- | ---------------- |
| 1993             | 平塚             |                  | 旧JFL            |                              |                  |                  |                   |                  |                  |                  |                  |
| 1994             | 東京ガス         |                  | 旧JFL            |                              |                  |                  |                   |                  |                  |                  |                  |
| 1995             | 東京ガス         |                  | 旧JFL            |                              |                  |                  |                   |                  |                  |                  |                  |
| 1996             | 東京ガス         |                  | 旧JFL            |                              |                  |                  |                   |                  |                  |                  |                  |
| 1997             | 大分             |                  | 旧JFL            |                              |                  |                  |                   |                  |                  |                  |                  |
| 1998             | 大分             |                  | 旧JFL            |                              |                  |                  |                   |                  |                  |                  |                  |
| 1999             | 大分             | 6                | J2               | 0                            | 0                | 0                | 0                 |                  |                  |                  |                  |
| 通算             | 日本             | 日本             | J2               | 0                            | 0                | 0                | 0\|\|\|\|\|\|\|\| |                  |                  |                  |                  |
| 通算             | 日本             | 日本             | 旧JFL            | \|\|\|\|\|\|\|\|\|\|\|\|\|\| |                  |                  |                   |                  |                  |                  |                  |
| 総通算           | 総通算           | 総通算           | 総通算           | \|\|\|\|\|\|\|\|\|\|\|\|\|\| |                  |                  |                   |                  |                  |                  |                  |

## 指導歴
- 1999年-2000年 大分トリニータU-18コーチ
- 2002年 大分トリニータサテライトコーチ（トップチーム）
- 2005年 大分トリニータヘッドコーチ
- 2006年 エラス・ヴェローナFC（イタリア・セリエB）アシスタントコーチ